# Sinfonia n. 80 (Haydn)
La Sinfonia n. 80 in re minore di Franz Joseph Haydn fu composta nello 1784. È una sinfonia di Sturm und Drang.
L'adagio è in si bemolle maggiore. Il trio del minuetto è in re maggiore ed usa il incipit lamentatio della Sinfonia n. 26, ma al rovescio.

## Discografia
- Philharmonia Hungarica, Antal Doráti, Decca 425926-2[1]
- L'Orchestra Austro-Hungarica Haydn, Ádám Fischer
- Orchestra da Camara di Cologne, Helmut Muller-Bruhl, Naxos 8.554110